# Pianoforte giocattolo
Il pianoforte giocattolo (conosciuto anche con il nome inglese toy piano) è uno strumento musicale, nato come un semplice giocattolo per bambini, ma utilizzato anche in contesti musicali più seri. Lo strumento è stato inventato a Philadelphia nel 1872 da un immigrato tedesco, di nome Albert Schoenhut.
In genere ha la forma di un normale pianoforte verticale o a coda, a seconda dei modelli; è alto non più di 50 cm ed è realizzato in legno o in plastica. 
La sua meccanica è molto semplice: attraverso il movimento della tastiera, dei martelletti percuotono delle piccole barre di metallo o dei piccoli cilindri uniti alla base da una barra perpendicolare in ferro, producendo un suono simile a quello del glockenspiel.
Il Pianoforte giocattolo usa la stessa scala musicale cromatica di un pianoforte tradizionale. La sua estensione varia da una a tre ottave. Nei modelli più semplici, i tasti neri della tastiera sono solamente disegnati sui tasti bianchi, per rendere visivamente l'idea di un pianoforte; quindi essi utilizzano una scala diatonica (o una versione adattata per sembrare accordata), non la scala cromatica; generalmente, questi pianoforte giocattolo diatonici hanno solo otto tasti.

## Utilizzo nella musica
Anche se il suo utilizzo principale rimane quello ludico, il pianoforte giocattolo è protagonista da decenni di sperimentazioni ed esibizioni di musica, sia colta che pop/rock. L'esempio più famoso è la "Suite for Toy Piano" di John Cage del 1948. Altre opere nella musica classica europea, dedicate a questo strumento, sono "Ancient Voices of Children" di George Crumb e diverse composizioni di Mauricio Kagel. Steve Beresford ha spesso usato il pianoforte giocattolo (insieme con altri strumenti giocattolo) all'interno delle sue improvvisazioni musicali. Il compositore Matthew McConnell ha scritto un "Concerto for Toy Piano and Orchestra" nel 2004; nello stesso anno il concerto viene eseguito, con al pianoforte giocattolo Keith Kirchoff come solista.
Un pioniere del pianoforte giocattolo è il compositore e pianista tedesco Bernd Wiesemann. Ha suonato il pianoforte giocattolo in molti concerti in Germania tra il 1970 ed il 1980. Nel 1993 ha pubblicato il CD "Neue Musik für Kinderklavier" ("Nuova musica per Pianoforte giocattolo"), contenente composizioni di John Cage, Karlheinz Stockhausen, Ratko Delorko, Andreas Kunstein, Frank Scholzen, Joachim Herbold, Carlos Cruz de Castro, Francisco Estevez e composizioni proprie. Nel 2004 ha pubblicato in formato SACD "Das untemperierte Klavier" ("Il piano non temperato", una originale parodia dell'opera il clavicembalo ben temperato di Bach) , contenente composizioni contemporanee.
Nel 1997 la pianista Margaret Leng Tan ha pubblicato il cd "The Art of the Toy Piano". In questo lavoro, si esibisce in una serie di brani scritti appositamente per pianoforte giocattolo, insieme con arrangiamenti di altre celebri composizioni, come la "Sonata Al Chiaro di Luna" di Ludwig van Beethoven ed il brano "Eleanor Rigby" dei The Beatles'.
Ben Lee ha utilizzato il pianoforte giocattolo nel brano Catch My Disease del 2005, che gli ha procurato molta notorietà, oltre che numerosi premi.
Il musicista francese Pascal Comelade utilizza da anni il pianoforte giocattolo, sia nei suoi dischi che nelle sue esibizioni dal vivo, insieme con la sua band che suona principalmente strumenti giocattolo per creare quello che definiscono Rock da camera.
Un altro artista famoso che ha usato il pianoforte giocattolo è il compositore e musicista francese Yann Tiersen, che ha suonato lo strumento già nel suo primo album "La Valse des Monstres" ("Il Valzer dei Mostri"). Tiersen ha utilizzato il pianoforte giocattolo per caratterizzare musicalmente il personaggio principale del film francese Il favoloso mondo di Amélie, del quale ha composto la colonna sonora.
Il pianoforte giocattolo è presente in diversi gruppi di rock alternativo e post rock, come gli Agitpop, gli Evanescence, i Radiohead, Warren Zevon, Tori Amos,  i Sigur Rós, i The Dresden Dolls.
Persino Tom Waits ha incluso il pianoforte giocattolo nella sua musica, per non parlare della storica band dei The Cure, che lo hanno utilizzato durante il loro concerto Unplugged su MTV.
Tra i musicisti italiani, Vinicio Capossela suona abitualmente il pianoforte giocattolo, sia nei suoi dischi, che nei concerti dal vivo.
Nel 2005 Matt Malsky e David Claman lanciano "The Extensible Toy Piano Project", una competizione internazionale ed un festival tenutosi alla Clark University. Uno dei vincitori è stato Karlheinz Essl con il brano "Kalimba" per pianoforte giocattolo e lettore CD.
Nelle strisce a fumetti dei Peanuts, ideate dal disegnatore Charles M. Schulz, uno dei personaggi, il bambino di nome Schroeder, suona musica classica (principalmente Beethoven) su un pianoforte giocattolo: spesso composizioni molto complesse, che difficilmente potrebbero essere realmente eseguite su quello strumento.